# Коломієць Петро Опанасович
Петро́ Опана́сович Коломі́єць — український письменник, журналіст.

## Біографічні відомості
Молодший брат поетеси Тамари Коломієць.
Працює в редакції газети «Вісті Центральної спілки споживчих товариств України». Редактор відділу науки, економіки, соціальних проблем і профспілкового життя.
22 квітня 2004 року Петра Коломійця за багаторічну сумлінну працю, особистий внесок у розвиток журналістики та високий професіоналізм відзначено Почесною грамотою Кабінету Міністрів України .

## Творчість
Автор книг «П'ять зоряних років», «Вогненне око», «Колоситься нива неозора», «Постріли з-за рогу» та ін.
Працює також у галузі наукової фантастики. Автор науково-фантастичних повістей «День сірої хвилі» та «Ескадрон милосердя», кількох оповідань.